# Renata Vanni
Pour les articles homonymes, voir Vanni.
Renata Vanni, née le 12 octobre 1909 à Naples et morte le 19 février 2004 à Los Angeles, est une actrice américaine d'origine italienne.

## Biographie
Émigrée aux États-Unis, Renata Vanni y fait carrière au cinéma dans trente-quatre films américains (parfois en coproduction), les deux premiers sortis en 1949 — dont Corps et Âme de Curtis Bernhardt (avec Glenn Ford et Charles Coburn).
Suivent notamment le western Convoi de femmes de William A. Wellman (1951, avec Robert Taylor et Denise Darcel), Colère noire de Frank Tuttle (1955, avec Alan Ladd et Edward G. Robinson), ainsi que Un coin de ciel bleu (1965, avec Sidney Poitier et Elizabeth Hartman) et Une fois ne suffit pas (1975, avec Kirk Douglas et Alexis Smith), ces deux derniers réalisés par Guy Green.
Son dernier film est Bandini (Wait Until Spring, Bandini) de Dominique Deruddere (coproduction américano-européenne, avec Joe Mantegna et Ornella Muti), sorti en 1989.
À la télévision américaine, outre trois téléfilms, Renata Vanni apparaît dans quarante-sept séries  dès 1953, dont Les Incorruptibles (deux épisodes, 1959-1960), Gunsmoke (un épisode, 1970) et Cannon (deux épisodes, 1972-1975).
Sa dernière série est La Belle et la Bête, avec un épisode diffusé en 1988.

## Filmographie partielle

### Cinéma
- 1949 : El Paso, ville sans loi (El Paso) de Lewis R. Foster : Lupita Montez
- 1949 : Corps et Âme (The Doctor and the Girl) de Curtis Bernhardt : Mme Crisani
- 1951 : Proprement scandaleux (Strictly Dishonorable) de Melvin Frank et Norman Panama : Mme Peccatori
- 1951 : Convoi de femmes (Westward the Women) de William A. Wellman : Antonia Maroni
- 1952 : Aventure à Rome (When in Rome) de Clarence Brown : Mme Maroni
- 1953 : Un homme pas comme les autres (Trouble Along the Way) de Michael Curtiz : la mère de Maria
- 1954 : La Fontaine des amours (Three Coins in the Fountain) de Jean Negulesco : Anna
- 1954 : La poursuite dura sept jours (The Command) de David Butler : Mme Pellegrini
- 1955 : Beau fixe sur New York (It's Always Fair Weather) de Stanley Donen et Gene Kelly : une mère
- 1955 : Mes sept petits chenapans (The Seven Little Foys) de Melville Shavelson : la maîtresse de ballet à Milan
- 1955 : Colère noire (Hell on Frisco Bay) de Frank Tuttle : Anna Amato
- 1956 : L'Homme au complet gris (The Man in the Gray Flannel Suit) de Nunnally Johnson : l'épouse d'un fermier italien
- 1957 : Dix mille chambres à coucher (Ten Thousand Bedrooms) de Richard Thorpe : une servante
- 1957 : Le Shérif d'El Solito (The Hard Man) de George Sherman : Juanita
- 1957 : Rendez-vous avec une ombre (The Midnight Story) de Joseph Pevney : Señora Bergatina
- 1959 : Violence au Kansas (The Jayhawkers!) de Melvin Frank : une indienne
- 1959 : Les Beatniks (The Beat Generation) de Charles F. Haas : Mme Rosa Costa
- 1960 : La Mafia (Pay or Die!) de Richard Wilson : Mama Saulino
- 1961 : Frontier Uprising d'Edward L. Cahn : Augustina
- 1965 : Un coin de ciel bleu (A Patch of Blue) de Guy Green : Mme Favaloro
- 1969 : A Dream of Kings de Daniel Mann : Mme Falconis
- 1975 : Une fois ne suffit pas (Once is Not Enough) de Guy Green : Maria
- 1976 : C'est toujours oui quand elles disent non (I Will, I Will... for Now) de Norman Panama : la réceptionniste
- 1980 : Le Temps du rock'n'roll (The Idolmaker) de Taylor Hackford : Mme Bevaloqua
- 1988 : Les Fantômes d'Halloween (Lady in White) de Frank LaLoggia : Mama Assunta
- 1989 : Wait Until Spring, Bandini de Dominique Deruddere : Donna Toscana

### Télévision
(séries, sauf mention contraire)
- 1959-1960 : Les Incorruptibles (The Untouchables)
  - Saison 1, épisode 6 Un gangster dans la course (The Vincent « Mad Dog » Coll Story, 1959) : Mme Clover
  - Saison 2, épisode 3 Nicky (1960) de Walter Grauman : Carmela Bousso
- 1959-1961 : One Step Beyond
  - Saison 2, épisode 8 Le Message de Clara (Message for Clara, 1959) de John Newland : une italienne
  - Saison 3, épisode 29 La Fleur de la révolution (Blood Flower, 1961) de John Newland : Mme Fuentes
- 1961 : La Grande Caravane (Wagon Train)
  - Saison 4, épisode 33 The Eleanor Culhane Story de Ted Post : Inez
- 1962 : Le Jeune Docteur Kildare (Dr. Kildare)
  - Saison 1, épisode 18 The Search de Buzz Kulik : Anna
- 1963 : Suspicion (The Alfred Hitchcock Hour)
  - Saison 2, épisode 9 The Dividing Wall de Bernard Girard : une cliente
- 1964 : Perry Mason, première série
  - Saison 8, épisode 6 The Case of the Nautical Knot de Jesse Hibbs : Rosa Martinez
- 1966 : Le Fugitif (The Fugitive)
  - Saison 3, épisode 24 Ill Wind de Joseph Sargent : Mme Herrera
- 1967-1971 : Sur la piste du crime (The F.B.I.)
  - Saison 2, épisode 29 The Extortionist (1967) de Gene Nelson : Anita Avila
  - Saison 7, épisode 13 Bitter Harbor (1971) de Virgil W. Vogel : Dora Lacone
- 1968 : Brigade criminelle (The Felony Squad)
  - Saison 2, épisode 23 Epitath for a Cop de George McCowan : Mme Enciras
- 1969 : La Nouvelle Équipe (The Mod Squad)
  - Saison 1, épisode 13 The Sunday Drivers de Gene Nelson : Mme Salido
- 1970 : Gunsmoke ou Police des plaines (Gunsmoke ou Marshal Dillon)
  - Saison 15, épisode 26 The Cage de Bernard McEveety : Mme Ramos
- 1970 : Dan August
  - Saison unique, épisode 6 The Color of Fury d'Harvey Hart : Teresa Cussoni
- 1972-1975 : Cannon
  - Saison 2, épisode 7 Stupéfiants (A Long Way Down, 1972) de George McCowan : une patiente
  - Saison 5, épisode 2 Fatalement frauduleux (The Deadly Conspiracy, Part I, 1975) : Mme Garibaldi
- 1976 : Sergent Anderson (Police Woman)
  - Saison 2, épisode 23 Les Anges noirs, 1re partie (Task Force: Cop Killer, Part I) de Barry Shear : la femme italienne
- 1978 : La croisière s'amuse (The Love Boat)
  - Saison 2, épisode 10 Un coup de roulis (The Minister and the Stripper/Her Own Two Feet/Tony's Family) de Richard Kinon : la mère de Tony
- 1981 : Margin for Murder de Daniel Haller (téléfilm) : Mama De Fellita
- 1988 : La Belle et la Bête (Beauty and the Beast)
  - Saison 1, épisode 19 Tout, c'est tout (Everything Is Everything) de Victor Lobl : Eva